# Transformers: Cyberverse
Transformers Cyberverse (redenumit în sezonul 3 ca Transformers: Bumblebee Cyberverse Adventures) este o serie animată CGI bazată pe linia de jucării Transformers de Hasbro. Serialul a avut premiera pe 27 august 2018 pe Cartoon Network.
Premiera în România a fost pe 27 octombrie 2018 pe canalul Cartoon Network.

## Premisa
Când Bumblebee începe să sufere de amnezie, partenera sa, Windblade, vine pentru a-l salva, încercând să îi repare cipul lui de memorie, permițându-i să redescopere trecutul său de pe Cybertron. O dată ce amintirile îi revin, Bumblebee găsește un indiciu care îi va duce atât pe el cât și pe Windblade la finalizarea misiunii lor currente și de a-și salva prietenii, fără să știe că Megatron și-a trimis asasinii Decepticon să-i vâneze.

## Personaje

### Autoboți
- Bumblebee
- Grimlock
- Optimus Prime
- Windlblade
- Wheeljack [4]
- Ratchet
- Hot Rod
- Prowl [5]
- Arcee
- Perceptor
- Jetfire
- Drift
- Rack'n'Ruin
- Alpha Trion
- Chromia
- Blurr [6]
- Alți soldați Autoboți

### Decepticonii

#### Principali
- Megatron
- Shadow Striker
- Shockwave
- Soundwave[7]
- Lockdown
- Clobber
- Sky-Byte
- Bludgeon
- Gnaw

#### Vânători
- Starscream [8]
- Slipstream
[9]
- Thundercracker
- Nova Storm
- Acid Storm
- Ramjet
- Thrust

### Alții
- Teletraan I
- Teletraan X
- Maccadam
- Cheetor

## Episoade
| Premiera originală | Premiera în România                 | N/o | Titlu român             | Titlu englez                           |
| ------------------ | ----------------------------------- | --- | ----------------------- | -------------------------------------- |
|                    |                                     |     |                         |                                        |
| SEZONUL 1          |                                     |     |                         |                                        |
|                    |                                     |     |                         |                                        |
| 01.09.2018         | 24.10.2018 (online) 27.10.2018 (TV) | 01  | Stricat                 | Fractured                              |
| 08.09.2018         | 27.10.2018                          | 02  | Memorie                 | Memory                                 |
| 15.09.2018         | 28.10.2018                          | 03  | Allspark                | Allspark                               |
| 22.09.2018         | 28.10.2018                          | 04  | Călătoria               | The Journey                            |
| 29.09.2018         | 17.11.2018                          | 05  | Fără                    | Whiteout                               |
| 06.10.2018         | 17.11.2018                          | 06  | Megatron este eroul meu | Megatron Is My hero                    |
| 13.10.2018         | 18.11.2018                          | 07  | Cubul                   | Cube                                   |
| 20.10.2018         | 18.11.2018                          | 08  | Viteza terminalelor     | Terminal Velocity                      |
| 27.10.2018         | 08.12.2018                          | 09  | Shadowstriker           | Shadowstriker                          |
| 03.11.2018         | 08.12.2018                          | 10  | MacCadam’s              | MacCadam’s                             |
| 10.11.2018         | 09.12.2018                          | 11  | Sabotaj                 | Sabotage                               |
| 17.11.2018         | 09.12.2018                          | 12  | Teletraan-X             | Teletraan-X                            |
| 24.11.2018         | 23.02.2019                          | 13  | Matricea conducătorului | Matrix of Leadership                   |
| 01.12.2018         | 23.02.2019                          | 14  |                         | Siloed                                 |
| 08.12.2018         | 24.02.2019                          | 15  | Regele dinozaurilor     | King of the Dinosaurs                  |
| 15.12.2018         | 24.02.2019                          | 16  | Ziua exterminării       | The Extinction Event                   |
| 22.12.2018         | 02.03.2019                          | 17  | Giganții s-au trezit    | Awaken Sleeping Giants                 |
| 29.12.2018         | 02.03.2019                          | 18  | Erupție                 | Eruption                               |
|                    |                                     |     |                         |                                        |
| SEZONUL 2          |                                     |     |                         |                                        |
|                    |                                     |     |                         |                                        |
| 07.09.2019         |                                     | 19  |                         | Sea of Tranquility                     |
| 14.09.2019         |                                     | 20  |                         | Bad Moon Rising                        |
| 21.09.2019         |                                     | 21  |                         | The Visitor                            |
| 28.09.2019         |                                     | 22  |                         | Bring Me the Spark of Optimus Prime    |
| 05.10.2019         |                                     | 23  |                         | Trials                                 |
| 12.10.2019         |                                     | 24  |                         | Dark Birth                             |
| 19.10.2019         |                                     | 25  |                         | Parley                                 |
| 26.10.2019         |                                     | 26  |                         | Starscream's Children                  |
| 02.11.2019         |                                     | 27  |                         | Spotted                                |
| 09.11.2019         |                                     | 28  |                         | Secret Science                         |
| 16.11.2019         |                                     | 29  |                         | Infinite Vendetta                      |
| 23.11.2019         |                                     | 30  |                         | I Am the Allspark                      |
| 30.11.2019         |                                     | 31  |                         | Escape From Earth                      |
| 07.12.2019         |                                     | 32  |                         | Party Down                             |
| 14.12.2019         |                                     | 33  |                         | Wiped Out                              |
| 21.12.2019         |                                     | 34  |                         | Ghost Town                             |
| 28.12.2019         |                                     | 35  |                         | Perfect Storm                          |
| 04.01.2020         |                                     | 36  |                         | The Crossroads                         |
|                    |                                     |     |                         |                                        |
| SEZONUL 3          |                                     |     |                         |                                        |
|                    |                                     |     |                         |                                        |
| 15.03.2020         |                                     | 37  |                         | Battle for Cybertron                   |
| 15.03.2020         | 38                                  |     |                         | Battle for Cybertron                   |
| 15.03.2020         | 39                                  |     |                         | Battle for Cybertron                   |
| 15.03.2020         | 40                                  |     |                         | Battle for Cybertron                   |
| 22.03.2020         |                                     | 41  |                         | The Loop                               |
| 22.03.2020         |                                     | 42  |                         | The Dead End                           |
| 29.03.2020         |                                     | 43  |                         | The Sleeper                            |
| 29.03.2020         |                                     | 44  |                         | The Citizen                            |
| 05.04.2020         |                                     | 45  |                         | The Trial                              |
| 05.04.2020         |                                     | 46  |                         | The Prisoner                           |
| 12.04.2020         |                                     | 47  |                         | The Scientist                          |
| 12.04.2020         |                                     | 48  |                         | The Alliance                           |
| 19.04.2020         |                                     | 49  |                         | The Judge                              |
| 26.04.2020         |                                     | 50  |                         | The End of the Universe                |
| 26.04.2020         | 51                                  |     |                         | The End of the Universe                |
| 26.04.2020         | 52                                  |     |                         | The End of the Universe                |
| 26.04.2020         | 53                                  |     |                         | The End of the Universe                |
| 03.05.2020         |                                     | 54  |                         | Enemy Line                             |
| 17.05.2020         |                                     | 55  |                         | Thunderhowl                            |
| 17.05.2020         |                                     | 56  |                         | Wild Wild Wheel                        |
| 24.05.2020         |                                     | 57  |                         | Alien Hunt! With Meteorfire and Cosmos |
| 24.05.2020         |                                     | 58  |                         | Journey to the Valley of Repugnus      |
| 31.05.2020         |                                     | 59  |                         | Rack 'n' Ruin 'n' Ratchet              |
| 31.05.2020         |                                     | 60  |                         | Dweller in the Depths                  |
| 07.06.2020         |                                     | 61  |                         | Silent Strike                          |
| 07.06.2020         |                                     | 62  |                         | The Other One                          |
|                    |                                     |     |                         |                                        |
| SEZONUL 4          |                                     |     |                         |                                        |
|                    |                                     |     |                         |                                        |
| 22.11.2021         |                                     | 63  |                         | The Immobilizers                       |
| 22.12.2021         |                                     | 64  |                         | The Perfect Decepticon                 |

## Recepție
| An   | Premiu                 | Categorie                                   | Episod                                     | Rezultat     | Ref.   |
| ---- | ---------------------- | ------------------------------------------- | ------------------------------------------ | ------------ | ------ |
| 2019 | Irish Animation Awards | Cel mai bun scriitor pentru o serie animată | "Megatron este eroul meu" (Peter Di Cicco) | Nominalizare | [ 10 ] |
| 2019 | Irish Animation Awards | Cel mai bun designer de sunete              | "Matrix of Leadership" (Windmill Lane)     | Nominalizare | [ 10 ] |